# Laparocerus lauripotens
Laparocerus lauripotens é uma espécie de insetos coleópteros polífagos pertencente à família Curculionidae.
A autoridade científica da espécie é Wollaston, tendo sido descrita no ano de 1954.
Trata-se de uma espécie presente no território português.